# Слободан Стојановић Кепа
Слободан Стојановић Кепа (Краљево, 26. новембар 1950) српски је музичар. Најпознатији је као бубњар групе Смак и један од оснивача исте. Свирао је у групи Цвеће са којима има један албум. Живи и ради у Крагујевцу.
Крајем 2015. године, са крагујевачким гитаристом и дугогодишњим пријатељем, Михаелом Стојановићем - Фафом оснива групу Kepa & Free Spirits. Први наступ имају почетком јануара 2016. године, у Кепином родном Краљеву, а после бројних наступа по фестивалима и клубовима широм простора целе бивше Југославије, 23. децембра затварају сезону тријумфалним концертом у крагујевачком Књажевско-српском театру.